# Fred Dean
Frederick Rudolph „Fred“ Dean (* 24. Februar 1952 in Arcadia, Louisiana; † 14. Oktober 2020 in Jackson, Mississippi) war ein US-amerikanischer American-Football-Spieler der National Football League (NFL) auf der Position des Defensive Ends. Er begann seine Profikarriere 1975 bei den San Diego Chargers und trat nach der Saison 1985/1986 als Spieler der San Francisco 49ers zurück. Dean wurde am 2. Februar 2008 in die Pro Football Hall of Fame gewählt und am 2. August desselben Jahres darin aufgenommen.

## College
Dean spielte für die Louisiana Tech University in Ruston. Er lehnte ein Angebot der nahe gelegenen Grambling State University, unter dem legendären Trainer Eddie Robinson zu spielen, ab. Er wurde mehrmals zu einem der besten College-Football-Spieler auf der Position eines Linebackers ernannt.

## Profizeit
Die San Diego Chargers wählten ihn 1975 an insgesamt 33. Stelle in der Draft aus, wo er sofort zum Defensive End umfunktioniert wurde. Auf dieser Position spielte er danach seine gesamte Profikarriere hindurch. Während der Saison 1981/1982 wurde er im Austausch gegen zwei Draftpicks an San Francisco abgegeben, wo er den 49ers helfen sollte zwei Super Bowls zu gewinnen. Sein erstes Spiel als 49er war ein Schlüsselspiel gegen die Dallas Cowboys. Dean spielte nach nur zwei Trainings mit seiner neuen Mannschaft, war aber dennoch imstande, Druck auf den gegnerischen Quarterback Danny White auszuüben, und verzeichnete drei Sacks. Der Autor Tom Danyluk beschrieb Deans Auftritt später als „die großartigste Reihe von Downs, die ich je von einem Pass Rusher gesehen habe“.
Im nächsten Heimspiel gegen die Los Angeles Rams, welches wie auch das Spiel gegen die Cowboys gewonnen wurde, verzeichnete er fünf Sacks. Insgesamt wurden im Lauf der Saison 13 Sacks daraus, zwölf davon für die 49ers. San Francisco sollte in diesem Jahr die Super Bowl gewinnen, San Diegos Verteidigung aber brach nach dem Abgang von Dean ein und konnte nicht mehr an die Leistungen vor seinem Abgang anschließen. Auch am Gewinn der Super Bowl 1984 hatte Dean wesentlichen Anteil, wobei er in diesem Jahr nur noch in typischen Passsituationen eingesetzt wurde.

Fred Deans Jersey in der Pro Football Hall of Fame

1983 brachte es Dean auf seinen persönlichen Rekord von 17 Sacks in einer Saison, wobei er auch den damaligen NFL-Rekord mit sechs Sacks in einem einzigen Spiel aufstellte. Dean verzeichnete in seiner Karriere – inklusive der Sacks bis 1982, die von der NFL nicht offiziell geführt werden – 93,5 Sacks. Er wurde viermal in den Pro Bowl gewählt.

## Nach der Karriere
Medienberichten zufolge starb Fred Dean im Oktober 2020 an COVID-19, nachdem er einige Tage zuvor wegen einer Infektion mit SARS-CoV-2 in ein Krankenhaus eingeliefert worden war.